# Francesco Griffo
Francesco Griffo o Griffi, conegut també com a Francesco da Bologna (Bolonya, ca. 1450 - ca. 1518) fou un tipògraf i dissenyador de tipus italià. Els seus tipus van tenir una gran influència en l'art tipogràfic. Va crear el tipus cursiu per a l'impressor venecià Aldo Manuzio.
La tesi d'Antonio Panizzi segons la qual Griffo es pot identificar amb el pintor Francesco Raibolini il Francia ha estat refutada per Giacomo Manzoni.

## Biografia

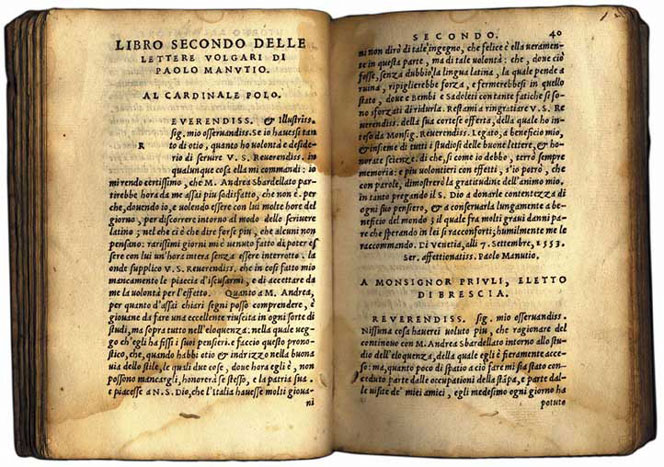
Lettere de Paolo Manuzio, imprès per Griffo.

Fill de l'orfebre Cesare, comença a treballar com a gravador a Bolonya, potser al taller de Benedetto Faelli. S'establí a Pàdua i hi visqué entre 1475 i 1480.
Marxa a Venècia, un dels centres tipogràfics i editorials més importants d'Europa. Pot ser que treballés amb els germans Giovanni i Gregorio De Gregori, editors de llibres il·lustrats; encara que no n'hi ha certesa, la qualitat d'alguns tipus fets servir pels De Gregori podria suggerir que fossin tallats per Griffo.

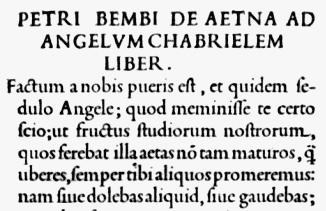
Incipit del De Aetna, imprès per Manuzio.

A partir del 1494, Griffo treballà per a Aldo Manuzio, un dels editors i impressors venecians més importants, que havia obert la seva impremta en 1494. Dissenyà per a ell, com a mínim, sis pòlisses de tipus rodons de gran elegància i harmonia, que milloraven els que havia fet Nicolas Jenson. Es van fer servir en l'edició de De Aetna de Pietro Bembo (1495) i en la Hypnerotomachia Poliphili (1499), considerats entre els millors exemples de la tipografia del Renaixement. També per a Manuzio, Griffo dissenyà, a partir de 1495, quatre pòlisses de tipus grecs que es van fer servir en edicions d'Aristòtil i de Sòfocles i una pòlissa de tipus hebreus.
Alguns anys després, Griffo dissenyà el primer tipus cursiu. Amb ell, Griffo aconseguí d'imitar l'escriptura cursiva manuscrita usada per la cancelleria papal i pels humanistes, caracteritzada per una lleugera inclinació envers la dreta. Eren tipus de més fàcil composició i presentaven l'avantatge que ocupaven menys espai que els caràcters romans i gòtics usant fins aleshores, el que va permetre a Manuzio de reduir-ne la quantitat de paper i, per tant, els costos de producció. Pel seu ús en els llibres d'Aldo, també són coneguts com a tipus aldins i itàlics.
El tipus cursiu aparegué per primer cop en dues línies d'una edició de les Epistole de Caterina de Siena (setembre de 1500) i en una edició de les Bucòliques de Virgili del 1501, primer llibre imprès íntegrament en tipus cursius. En 1501, Aldo Manuzio, per a garantir els avantatges comercials del nou caràcter, obtingué del govern venecià el monopoli de l'ús dels tipus cursius, privilegi que estengué l'any següent a tots els tipus de Griffo. Aquest no se'n beneficià i la relació amb Manuzio es deteriorà: Griffo deixà Venècia cap al final de 1502, després de dotze anys de col·laboració.
Griffo treballà per a l'impressor Gherescom Girolamo Soncino (actiu a Fano entre el 1502 i 1507) va tallar un nou joc d'itàliques per a la seva edició de Petrarca, publicació destinada a fer la competència a una edició de 1501 de Manuzio. En la dedicatòria a Cèsar Borja, l'impressor es lliura a una diatriba sobre l'originalitat de l'escriptura d'Aldus Pius Manutius i reivindica per a Griffo la invenció de la itàlica, associada fins llavors al nom de Manuzio.
Treballa després per a Ottaviano Petrucci i Bernardino Stagnino (1511-1513) i Filippo Giunti (1513-1515). Tornà a Bolonya, on instal·là una impremta pròpia i publicà entre 1516 i 1517 sis edicions de clàssics en volums de format petit: el Canzoniere i Trionfi de Petrarca, l'Arcadia de Sannazzaro, els Asolani de Bembo, Labirinto d'amore de Boccaccio, les Epistolae familiares de Ciceró i Dictorum et factorum memorabilium di Valeri Màxim. Va fer servir un nou estil cursiu, diferent a l'anterior.
Cap a 1517, potser per instigació pel seu propi fill, va ser conduït davant dels tribunals i condemnat a mort, acusat de la mort del seu gendre, assassinat a cops amb una barra de ferro o un punxó. Probablement, morí al patíbul; després de 1518 no se'n troben més notícies.
Les famílies tipogràfiques de caràcters Bembo, Griffo, Polifil, Aldina i, de manera més col·lateral Garamond, descendeixen dels jocs originals de Francesco Francia. Cap dels punxons o matrius de Griffo ha sobreviscut fins avui.